# 케냐 국방군
케냐 국방군(스와힐리어: Majeshi ya Ulinzi ya Kenya, 영어: Kenya Defence Forces, KDF)은 케냐의 군대이다. 그들은 케냐 육군, 케냐 해군, 그리고 케냐 공군으로 구성되어 있다. 현재의 KDF는 2010년 케냐 헌법 제241조에 설립되었고, 그 구성은 2012년 KDF 법에 의해 규율된다. 주요 임무는 케냐의 주권과 영토 보전을 수호하는 것이며, KDF 모집은 매년 이루어진다. 케냐의 대통령은 KDF의 총사령관이고, 국방군의 최고위급 장교이며, 케냐 대통령의 주요 군사 고문이다.
많은 케냐 정부 기관들과 마찬가지로, 국방군도 부패 혐의들로 얼룩져 왔다. 군의 운영은 전통적으로 어디에서나 볼 수 있는 "국가 안보"라는 포괄적인 요소에 의해 가려져 왔기 때문에, 부패는 대중의 눈에 덜 띄었고, 따라서 대중의 정밀 조사와 악명의 대상이 덜 되었다. 그러나 2010년에, 기갑 병력 수송기의 모집과 구매와 관련하여 부패에 대한 믿을 만한 주장들이 발표되었다. 노스롭 F-5 "타이거" 항공기 구매에 대한 결정은 공개적으로 의문시되었다. 2015년에, KDF가 수입 비용을 피하기 위해, 남부 소말리아로부터 케냐로 설탕 밀수와 관련되어 있다는 믿을 만한 주장들이 발표되었다.
KDF는 2011년부터 소말리아의 알샤바브에 대항하는 대반란 투쟁과 같은 평화유지 및 전투 임무에 정기적으로 배치된다.

## 역사
영국은 케냐 식민지가 설립된 후 군대를 키웠고 유지했고, 결국 아프리카 왕립 소총대대(KAR)가 되었다. KAR는 두 번의 세계 대전 동안과 마우 마우 봉기에서 싸웠다. 마우 마우 봉기의 반대편에는 아프리카인 자신들인 케냐 국토 자유군에 의해 세워진 첫 케냐 군대가 있었다.

### 조모 케냐타 행정부
1963년 12월 12일, 자정에 있었던 케냐의 독립은 엄청난 이정표였다. 독립과 동시에 케냐 의회는 1963년 KMF법을 통해 케냐 군사력(KMF)을 만들었다. 따라서 3KAR, 5KAR, 11KAR는 각각 3개의 케냐 소총대, 5개의 케냐 소총대, 11개의 케냐 소총대가 되었다. 새로운 독립 정부는 새로운 케냐 군대의 고문과 훈련사로서 영국의 고위 군 장교들을 보유했다. 그들은 더 많은 케냐의 특성을 발전시키면서 이전의 KAR 부대들을 관리하면서 계속 남아있었다. 영국 정착민들로 구성된 케냐 연대는 해체되었다.
1963년과 1967년 사이에 케냐는 북쪽의 소말리아에서 친척들과 연합을 추구하는 소말리아 주민들을 상대로 시파 전쟁을 벌였다.
1964년 1월 24일 저녁, 케냐군 제11소총대 후배 병사들이 텔레비전 연설을 기대하고 임금 인상 발표를 희망하던 중 케냐 총리가 텔레비전에 나오지 않아 이들이 반란을 일으켰다. 교구 목사는 이 연설이 이 대대의 본거지인 라넷 막사가 있던 나쿠루 지역의 라디오에서만 방송되었을 가능성이 있다고 말한다. 케냐타 정부는 43명의 병사들을 대상으로 두 차례에 걸쳐 별도의 군법회의를 열었다.

## 조직
케냐 국방군은 케냐 육군, 케냐 해군, 케냐 공군으로 구성되어 있다.

### 육군
2006년 현재 케냐 육군에는 5개 여단이 2개 보병으로 구성되어 있으며, 하나는 3개 대대, 하나는 2개 대대로 구성되어 있다. 3개 대대로 구성된 케냐 육군 기갑 여단, 2개 대대로 구성된 케냐 육군 포병 여단, 그리고 2개 대대로 구성된 공병 여단이 있다. 또한 육군에는 엠바카시에 방공 포병 1개, 낙하산 20개 대대, 독립 보병 1개와 무장 헬리콥터 35대가 있는 독립 50기병대대가 포함되어 있다.

### 해군
케냐 해군은 케냐 국방군의 해군 부서이다. 해군은 케냐가 독립한 지 정확히 1년 후인 1964년 12월 12일에 설립되었다. 식민지 시대의 동아프리카 왕립 해군이 그 이전에 설립되었다.
해군은 몸바사, 시모니, 음삼베니, 말리디, 킬리피에 있는 므통웨 기지와 1995년부터 만다섬(라무 군도의 일부)에 또 다른 기지를 운영하고 있다.

### 공군
케냐 공군은 독립 직후인 1964년 6월 1일 영국의 지원을 받아 창설되었다.
1982년 8월 1일, 한 무리의 공군 장교들에 의한 쿠데타가 실패한 후, 공군은 해체되었다. 공군 활동은 재구성되었고 82 공군으로서 더 엄격한 군대 통제하에 놓였다. 공군은 1994년에 독립적인 지위를 회복했다.
주요 공군기지 운용 전투기는 난유키에 있는 라이키피아 공군기지이며, 나이로비 이스트레이에 있는 모이 공군기지가 본부이다. 그 밖의 기지로는 와지르 공군기지, 전방작전기지(FOB) 몸바사(모이 국제공항), FOB 만데라, FOB 나이에리(주로 헬리콥터/소형 비행기) 등이 있다.